# Mugilogobius
Mugilogobius är ett släkte av fiskar. Mugilogobius ingår i familjen smörbultsfiskar.

## Dottertaxa tillMugilogobius, i alfabetisk ordning[1]
- Mugilogobius abei
- Mugilogobius adeia
- Mugilogobius amadi
- Mugilogobius cagayanensis
- Mugilogobius cavifrons
- Mugilogobius chulae
- Mugilogobius duospilus
- Mugilogobius durbanensis
- Mugilogobius fasciatus
- Mugilogobius filifer
- Mugilogobius fontinalis
- Mugilogobius fusca
- Mugilogobius fusculus
- Mugilogobius inhacae
- Mugilogobius karatunensis
- Mugilogobius latifrons
- Mugilogobius lepidotus
- Mugilogobius littoralis
- Mugilogobius mertoni
- Mugilogobius myxodermus
- Mugilogobius notospilus
- Mugilogobius nuicocensis
- Mugilogobius paludis
- Mugilogobius parvus
- Mugilogobius platynotus
- Mugilogobius platystomus
- Mugilogobius rambaiae
- Mugilogobius rexi
- Mugilogobius rivulus
- Mugilogobius sarasinorum
- Mugilogobius stigmaticus
- Mugilogobius tagala
- Mugilogobius tigrinus
- Mugilogobius wilsoni
- Mugilogobius zebra